# John Terry (football)
Pour les articles homonymes, voir John Terry et Terry.
John Terry, né le 7 décembre 1980 à Barking en Angleterre, est un footballeur international anglais qui évolue au poste de défenseur central entre 1998 et 2018.
Joueur et capitaine emblématique de Chelsea, Terry porte le brassard des Blues entre 2004 et 2017. Durant ses 19 saisons au club, il se forge un palmarès exceptionnel en remportant les plus grands trophées. Il remporte ainsi le Championnat d'Angleterre à cinq reprises en 2005, 2006, 2010, 2015 et 2017, la Coupe d'Angleterre en 2007, 2009, 2010, 2012, la Coupe de la Ligue en 2005, 2007, 2015, le Community Shield en 2005 et 2009. En Europe, il gagne la Ligue Europa en 2013 et la Ligue des champions en 2012, après avoir été finaliste en 2008. Il est notamment finaliste de la Coupe du monde des clubs en 2012.
En 2005, il est élu meilleur joueur du Championnat d'Angleterre et meilleur défenseur en 2004, 2005, 2006 et 2015. Il est également Meilleur défenseur de l'année UEFA en 2005, 2008, 2009 et dans l'équipe type du monde par FIFA entre 2005 et 2009 pour ses prestations dans les compétitions européennes. Il est considéré comme l'un des meilleurs défenseurs de sa génération.  
En sélection, Terry participe au Championnat d'Europe en 2004 et 2012 ainsi qu'à la Coupe du monde en 2006 et 2010. Capitaine de la sélection anglaise entre 2006 et 2008 puis entre 2010 et 2012, il met un terme à sa carrière internationale en septembre 2012.
En mai 2017, il quitte Chelsea, son club de toujours sur un dernier titre de champion d'Angleterre. Libre, il rejoint alors Aston Villa pour une saison avant de prendre sa retraite sportive à l'issue de la saison 2017-2018. Reconverti en tant qu'entraîneur, il est adjoint de Dean Smith à Aston Villa entre octobre 2018 et juillet 2021.

## Biographie

### Chelsea
Ce défenseur central est un pur produit du club de Chelsea avec qui il débute en professionnel le 28 octobre 1998 contre Aston Villa. Il marque son premier but avec Chelsea le 20 février 2000 contre Gillingham.
Il porte pour la première fois le brassard de capitaine le 5 décembre 2001, lors d'un match de championnat perdu face à Charlton Athletic (0-1).
Il est capitaine du club depuis le début de la saison 2004, à la suite de la retraite de Marcel Desailly. John Terry obtient la consécration lors de l'année 2005 en décrochant le premier titre de Champion d'Angleterre du club depuis 50 ans, et en étant couronné joueur de l'année le 24 avril 2005 par la PFA (Professional Footballers' Association), succédant ainsi à Thierry Henry.

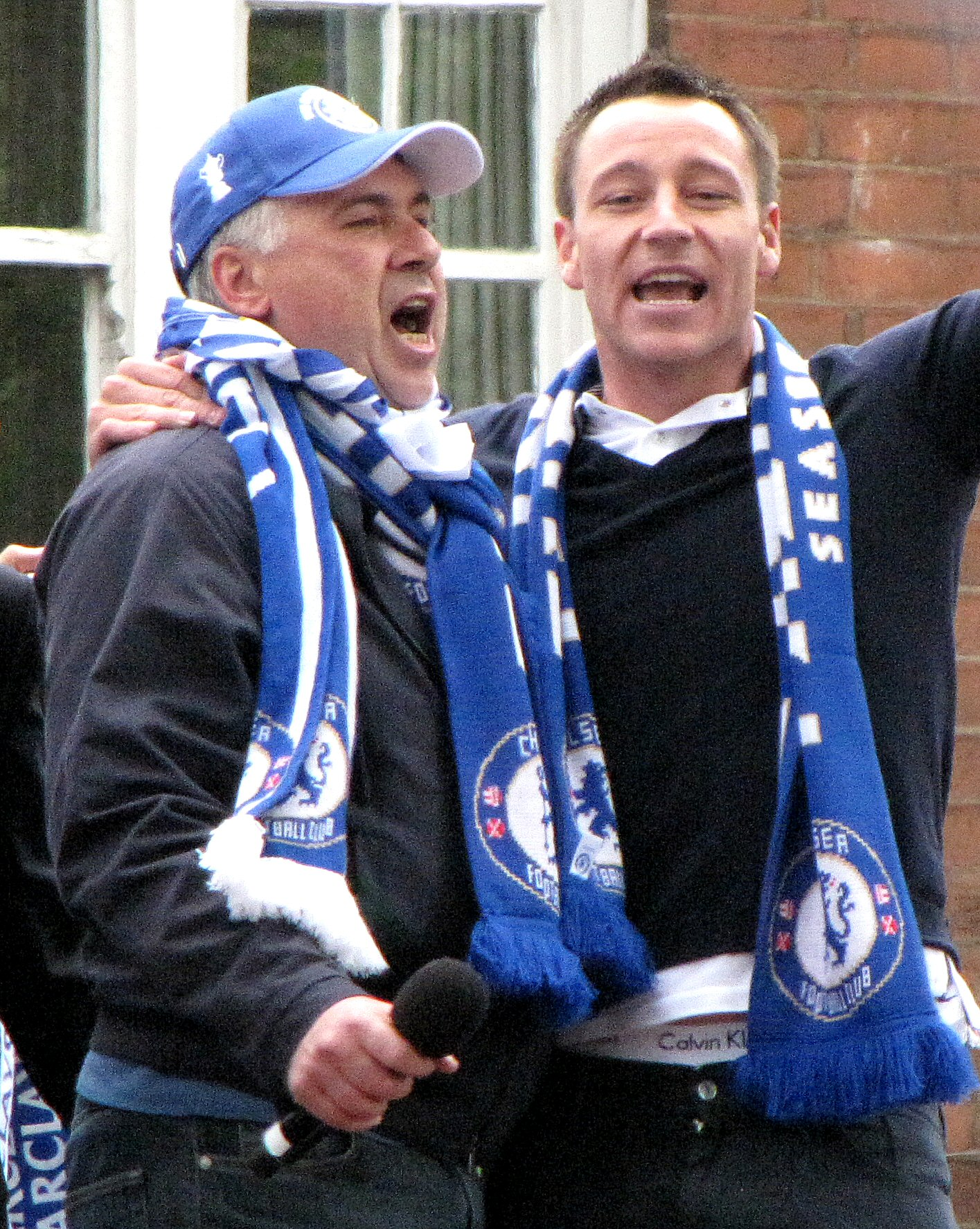
Carlo Ancelotti et Terry célébrant le doublé de Chelsea lors de la saison 2009-2010.

 Finaliste de la Ligue des champions 2007-2008 face à Manchester United (1-1, t.a.b), il réalise un sauvetage sur sa ligne à la 100e minute puis manque son tir au but lors de la séance qui aurait pu donner le titre aux Blues.
John Terry a été le gardien de l'équipe de Chelsea lors d'un match le 14 octobre 2006 contre Reading, après un enchaînement de mésaventures arrivés aux gardiens de l'équipe à savoir une blessure à la tempe du premier gardien Petr Čech (qui depuis porte un casque) et l'évacuation du deuxième gardien Carlo Cudicini, rendu inconscient à la suite d'un choc. Faute d'avoir un troisième gardien sur le banc, John Terry prend le relais en tant que gardien pendant quelques minutes.
Lors de la saison 2014-2015, il dispute l'intégralité des rencontres du championnat.
Le 21 mai 2017, il joue son dernier match professionnel avec Chelsea contre le Sunderland AFC, en championnat. Il reçoit une ovation du public et des joueurs en sortant à la 26e minute. Son équipe s'impose par cinq buts à un ce jour-là.

### Aston Villa
Le 3 juillet 2017, Terry s'engage pour une saison avec Aston Villa. Le 15 juillet suivant, il est nommé capitaine des Villans.
Le 21 octobre 2017, il inscrit son premier but avec Villa lors du match de Championship face à Fulham (victoire 2-1). 
Terry joue son dernier match le 26 mai 2018, lors des playoffs contre le Fulham FC. Il est titularisé lors de ce match perdu par son équipe (1-0 score final).
Il prend part à 36 matchs toutes compétitions confondues avec Villa avant de partir libre à l'issue de son contrat en juin 2018.
Le 7 octobre 2018, Terry annonce qu'il met un terme à sa carrière sportive.

### Équipe d'Angleterre

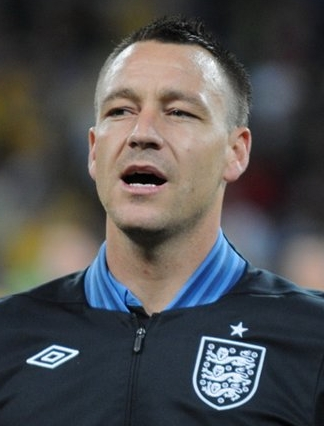
Terry avec l'Angleterre lors de l'Euro 2012.

John Terry honore sa première sélection le 3 juin 2003 lors d'un match amical contre la Serbie-et-Monténégro (victoire 2-1 de l'Angleterre). Mais il doit faire face à la concurrence du duo Rio Ferdinand - Sol Campbell, ainsi que d'autres défenseurs comme Gareth Southgate ou Jamie Carragher. La suspension de Ferdinand lui permet de participer à l'Euro 2004 comme titulaire avec Campbell, mais l'Angleterre est battue (6-5) aux tirs au but par le Portugal.
En 2005, il devient vraiment un remplaçant indiscutable au détriment de Sol Campbell. Son premier but international a lieu le 30 mai 2006 contre la Hongrie. Le 10 août 2006, Terry est nommé capitaine de l'équipe nationale par le nouveau sélectionneur Steve McClaren, pour remplacer David Douglas. C'est un des rares joueurs à être capitaine de club et de sélection à la fois.
Le 1er juin 2007, Terry marque son troisième but en sélection, lors d'un match amical face au Brésil. Il ouvre le score de la tête sur un service de David Beckham et les deux équipes se neutralisent (1-1 score final).
Lors de l'arrivée de Fabio Capello, Terry est confirmé dans ses fonctions de capitaine des Three Lions, mais à la suite du scandale avec Wayne Bridge, Capello lui retire le brassard et le donne à Ferdinand. Il participe à la Coupe du monde 2010 où sa prestation est mitigée, puis en mars 2011 il retrouve son brassard de capitaine de l'Angleterre mais pour une courte période du fait que la FA, le lui retire à la suite d'un nouveau scandale où il aurait tenu des propos racistes envers Anton Ferdinand (le frère de Rio), le 3 février 2012.
Il participe à l'Euro 2012 durant lequel il réalise une bonne prestation dans l'équipe de Roy Hodgson, mais les Anglais sont battus aux tirs au but par l'Italie en quarts de finale.
Le 23 septembre 2012, il annonce qu'il prend sa retraite internationale.

### Scandales
En 2001, il est condamné avec trois de ses coéquipiers à une amende de deux semaines de suspension pour un incident impliquant les joueurs et des touristes américains dans un bar de l'aéroport de Heathrow dans le sillage immédiat des attentats du 11 septembre. En janvier 2002, Terry, Jody Morris et Des Byrne (en) sont accusés d'être responsables d'une bagarre dans une boîte de nuit à Wimbledon, ce qui vaut à John Terry d'être suspendu avec l'Angleterre espoirs. En janvier 2010, un scandale révélé par les tabloïds anglais éclate. Il aurait trompé sa femme avec la Française Vanessa Perroncel, top-model pour des marques de sous-vêtements, mais surtout connue pour être l'ex-compagne de Wayne Bridge, l'un des meilleurs amis de Terry.
Face aux répercussions médiatiques de cette affaire, le sélectionneur de l'équipe d'Angleterre Fabio Capello décide de lui retirer son capitanat au profit de Rio Ferdinand. De plus, à la suite de cette affaire, son désormais ancien ami Wayne Bridge annonce la fin de sa carrière internationale, sa situation étant devenue « intenable ». Il devait en effet participer à la Coupe du monde, tout comme John Terry. Aussi, Wayne Bridge refuse de serrer la main de John Terry le 27 février 2010 peu avant la rencontre Chelsea - Manchester City. Le 23 octobre 2011, il est accusé d'avoir tenu des propos racistes à Anton Ferdinand et la Fédération anglaise lui retire alors son brassard de capitaine de la sélection, ce qui provoque la démission de Fabio Capello. Il est, le 13 juillet 2012, déclaré non coupable d'injures racistes.

### Reconversion
Le 10 octobre 2018, John Terry est nommé entraîneur adjoint de Dean Smith à Aston Villa. Il quitte son poste le 26 juillet 2021 après trois saisons chez les vilans.
En décembre 2021 est annoncé le retour de John Terry au Chelsea FC, dans un rôle de consultant pour l'académie du club, prenant effet à partir de janvier 2022.
Le 11 avril 2023, alors que Leicester est dans une situation sportive très délicate avec une triste 19e place de Premier League, les dirigeants des Foxes ont décidé de nommer Dean Smith à la tête de l’équipe première jusqu'à la fin de la saison afin de remonter la pente, John Terry étant l'un de ses adjoints pour cette mission. Malheureusement, le club fini tout de même en Championship à la fin de la saison, le contrat de John Terry n'est donc pas renouvelé.
Début juillet 2023, ll est officiellement de retour au club dans lequel il a forgé sa légende, le Chelsea FC, où il aura une place dans le staff chargé de former les jeunes de l'académie, différente de celle de son premier passage.

## Statistiques

### Statistiques détaillées
| Saison                | Club                        | Championnat           | Championnat | Championnat | Coupe nationale | Coupe nationale | Coupe de la Ligue | Coupe de la Ligue | Compétition(s) continentale(s) | Compétition(s) continentale(s) | Compétition(s) continentale(s) | Community Shield | Community Shield | Play-offs | Play-offs | Angleterre | Angleterre | Total | Total |
| Saison                | Club                        | Division              | M.          | B.          | M.              | B.              | M.                | B.                | Comp.                          | M.                             | B.                             | M.               | B.               | M.        | B.        | M.         | B.         | M.    | B.    |
| 1998-1999             | Chelsea FC                  | Premier League        | 2           | 0           | 3               | 0               | 1                 | 0                 | C2                             | 1                              | 0                              | -                | -                | -         | -         | -          | -          | 7     | 0     |
| 1999-2000             | Chelsea FC                  | Premier League        | 4           | 0           | 4               | 1               | 1                 | 0                 | -                              | -                              | -                              | -                | -                | -         | -         | -          | -          | 9     | 1     |
| 1999-2000             | Nottingham Forest FC (prêt) | Championship          | 6           | 0           | -               | -               | -                 | -                 | -                              | -                              | -                              | -                | -                | -         | -         | -          | -          | 6     | 0     |
| 2000-2001             | Chelsea FC                  | Premier League        | 22          | 1           | 3               | 0               | 1                 | 0                 | -                              | -                              | -                              | -                | -                | -         | -         | -          | -          | 26    | 1     |
| 2001-2002             | Chelsea FC                  | Premier League        | 33          | 1           | 5               | 2               | 5                 | 0                 | C3                             | 4                              | 1                              | -                | -                | -         | -         | -          | -          | 47    | 4     |
| 2002-2003             | Chelsea FC                  | Premier League        | 20          | 3           | 5               | 2               | 3                 | 0                 | C3                             | 1                              | 1                              | -                | -                | -         | -         | 1          | 0          | 30    | 6     |
| 2003-2004             | Chelsea FC                  | Premier League        | 33          | 2           | 3               | 1               | 2                 | 0                 | C1                             | 13                             | 0                              | -                | -                | -         | -         | 10         | 0          | 61    | 3     |
| 2004-2005             | Chelsea FC                  | Premier League        | 36          | 3           | 1               | 1               | 5                 | 0                 | C1                             | 11                             | 4                              | -                | -                | -         | -         | 6          | 0          | 59    | 8     |
| 2005-2006             | Chelsea FC                  | Premier League        | 36          | 4           | 4               | 2               | 1                 | 1                 | C1                             | 8                              | 0                              | 1                | 0                | -         | -         | 12         | 1          | 62    | 8     |
| 2006-2007             | Chelsea FC                  | Premier League        | 28          | 1           | 4               | 0               | 2                 | 0                 | C1                             | 10                             | 0                              | 1                | 0                | -         | -         | 10         | 2          | 55    | 3     |
| 2007-2008             | Chelsea FC                  | Premier League        | 23          | 1           | 2               | 0               | 2                 | 0                 | C1                             | 10                             | 0                              | -                | -                | -         | -         | 5          | 1          | 42    | 2     |
| 2008-2009             | Chelsea FC                  | Premier League        | 35          | 1           | 4               | 0               | 1                 | 0                 | C1                             | 11                             | 2                              | -                | -                | -         | -         | 9          | 2          | 60    | 5     |
| 2009-2010             | Chelsea FC                  | Premier League        | 37          | 2           | 5               | 1               | 1                 | 0                 | C1                             | 8                              | 0                              | 1                | 0                | -         | -         | 11         | 0          | 63    | 3     |
| 2010-2011             | Chelsea FC                  | Premier League        | 33          | 3           | 3               | 0               | 1                 | 0                 | C1                             | 8                              | 1                              | 1                | 0                | -         | -         | 4          | 0          | 50    | 4     |
| 2011-2012             | Chelsea FC                  | Premier League        | 31          | 6           | 4               | 0               | 1                 | 0                 | C1                             | 8                              | 1                              | -                | -                | -         | -         | 9          | 0          | 53    | 7     |
| 2012-2013             | Chelsea FC                  | Premier League        | 14          | 4           | 3               | 1               | 1                 | 0                 | C1+C3                          | 2+6                            | 0+1                            | 1                | 0                | -         | -         | 1          | 0          | 28    | 6     |
| 2013-2014             | Chelsea FC                  | Premier League        | 34          | 2           | -               | -               | 1                 | 0                 | C1                             | 11                             | 0                              | -                | -                | -         | -         | -          | -          | 46    | 2     |
| 2014-2015             | Chelsea FC                  | Premier League        | 38          | 5           | -               | -               | 4                 | 1                 | C1                             | 7                              | 2                              | -                | -                | -         | -         | -          | -          | 49    | 8     |
| 2015-2016             | Chelsea FC                  | Premier League        | 24          | 1           | 2               | 0               | 2                 | 0                 | C1                             | 4                              | 0                              | 1                | 0                | -         | -         | -          | -          | 33    | 1     |
| 2016-2017             | Chelsea FC                  | Premier League        | 9           | 1           | 3               | 0               | 2                 | 0                 | -                              | -                              | -                              | -                | -                | -         | -         | -          | -          | 14    | 1     |
| Sous-total            | Sous-total                  | Sous-total            | 498         | 41          | 58              | 11              | 37                | 2                 | -                              | 124                            | 13                             | 6                | 0                | -         | -         | 78         | 6          | 801   | 73    |
| 2017-2018             | Aston Villa FC              | Championship          | 32          | 1           | 1               | 0               | -                 | -                 | -                              | -                              | -                              | -                | -                | 3         | 0         | -          | -          | 36    | 1     |
| Sous-total            | Sous-total                  | Sous-total            | 32          | 1           | 1               | 0               | -                 | -                 | -                              | -                              | -                              | -                | -                | 3         | 0         | -          | -          | 36    | 1     |
| Total sur la carrière | Total sur la carrière       | Total sur la carrière | 530         | 42          | 59              | 11              | 37                | 2                 | -                              | 124                            | 13                             | 6                | 0                | 3         | 0         | 78         | 6          | 837   | 74    |

### Buts en sélection
| Buts de John Terry en sélection | Buts de John Terry en sélection | Buts de John Terry en sélection | Buts de John Terry en sélection | Buts de John Terry en sélection | Buts de John Terry en sélection | Buts de John Terry en sélection   |
| ------------------------------- | ------------------------------- | ------------------------------- | ------------------------------- | ------------------------------- | ------------------------------- | --------------------------------- |
|                                 | Date                            | Lieu                            | Adversaire                      | Score                           | Résultats                       | Compétitions                      |
| 1                               | 30 mai 2006                     | Manchester (Angleterre)         | Hongrie                         | 2-0                             | 3-1                             | Match amical                      |
| 2                               | 16 août 2006                    | Manchester (Angleterre)         | Grèce                           | 1-0                             | 4-0                             | Match amical                      |
| 3                               | 1er juin 2007                   | Londres (Angleterre)            | Brésil                          | 1-0                             | 1-1                             | Match amical                      |
| 4                               | 28 mai 2008                     | Londres (Angleterre)            | États-Unis                      | 1-0                             | 2-0                             | Match amical                      |
| 5                               | 29 novembre 2008                | Berlin (Allemagne)              | Allemagne                       | 2-1                             | 2-1                             | Match amical                      |
| 6                               | 1er avril 2009                  | Londres (Angleterre)            | Ukraine                         | 2-1                             | 2-1                             | Éliminatoires Coupe du monde 2010 |

## Palmarès

### En club
- Chelsea FC (16 Titres)
  - Vainqueur de la Ligue des champions (1) : 2012
  - Vainqueur de la Ligue Europa (1) : 2013
  - Champion d'Angleterre (5) : 2005, 2006, 2010, 2015 et 2017
  - Vainqueur de la Coupe d'Angleterre (4) : 2007, 2009, 2010 et 2012
  - Vainqueur de la Coupe de la Ligue (3) : 2005, 2007 et 2015
  - Vainqueur du Community Shield (2) : 2005 et 2009
  - Finaliste de la Ligue des champions en 2008
  - Finaliste de la Coupe du monde des clubs en 2012
  - Finaliste du Community Shield en 2006, 2007, 2010, 2012 et 2015
  - Finaliste de la Supercoupe de l'UEFA  en 2012 et 2013

### Distinctions personnelles
- Classé 10e au Ballon d'or 2005
- Élu Joueur de l'année de Chelsea en 2001
- Élu Joueur de l'année PFA du Championnat d'Angleterre en 2005
- Élu Joueur du mois du championnat d'Angleterre en janvier 2005
- Élu Meilleur défenseur de l'année UEFA en 2005, 2008 et 2009
- Membre de l'équipe-type de la Coupe du monde en 2006
- Membre de l'équipe type de l'année UEFA en 2005, 2007, 2008 et 2009
- Membre de l'équipe-type de Premier League  en 2004, 2005, 2006 et 2015
- Membre de l'équipe-type de FIFA/FIFPro World XI en 2005, 2006, 2007, 2008 et 2009[23]